# Aérodrome de Châlons - Écury-sur-Coole
L’aérodrome de Châlons - Écury-sur-Coole (code OACI : LFQK) est un aérodrome civil, ouvert à la circulation aérienne publique (CAP), situé sur la commune d’Écury-sur-Coole à 6 km au sud de Châlons-en-Champagne dans la Marne (région Grand Est, France).
Il est utilisé pour la pratique d’activités de loisirs et de tourisme (aviation légère et aéromodélisme).

## Histoire
L’aérodrome est géré par la mairie d’Écury-sur-Coole.
Celui-ci fut choisi en 2015, de sorte que l'Airbus A400M puisse obtenir l'autorisation au regard du décollage et de l'atterrissage sur les pistes en herbe. Les vols d'essai débutèrent le 7 septembre 2015, pour trois semaines environ. En raison de sécurité, l'accès à l'aérodrome était strictement limité durant ces tests.
Du 6 au 13 août 2016, l'Association Châlonaise de Vol à Voile en coopération avec la FFVV a organisé le Championnat de France de planeur -25 ans. Les concurrents ont participé sur deux classes, la classe Club et la classe Standard.

## Installations
L’aérodrome dispose de trois pistes en herbe orientées sud-nord :
- une piste 04L/22R longue de 1 500 mètres et large de 70 ;
- une piste 04R/22L longue de 1 500 mètres et large de 80, accolée à la première et réservée aux planeurs ;
- une piste parallèle aux deux autres, longue de 400 mètres et large de 30, réservée aux ULM.

L’aérodrome n’est pas contrôlé. Les communications s’effectuent en auto-information sur la fréquence de 118,975 MHz.
S’y ajoutent :
- une aire de stationnement ;
- des hangars ;
- une station d’avitaillement en carburant (100LL)[4].

## Activités
- Aéroclub Farman-Clément
- Association Châlonaise de vol à voile